# Gerald Klug

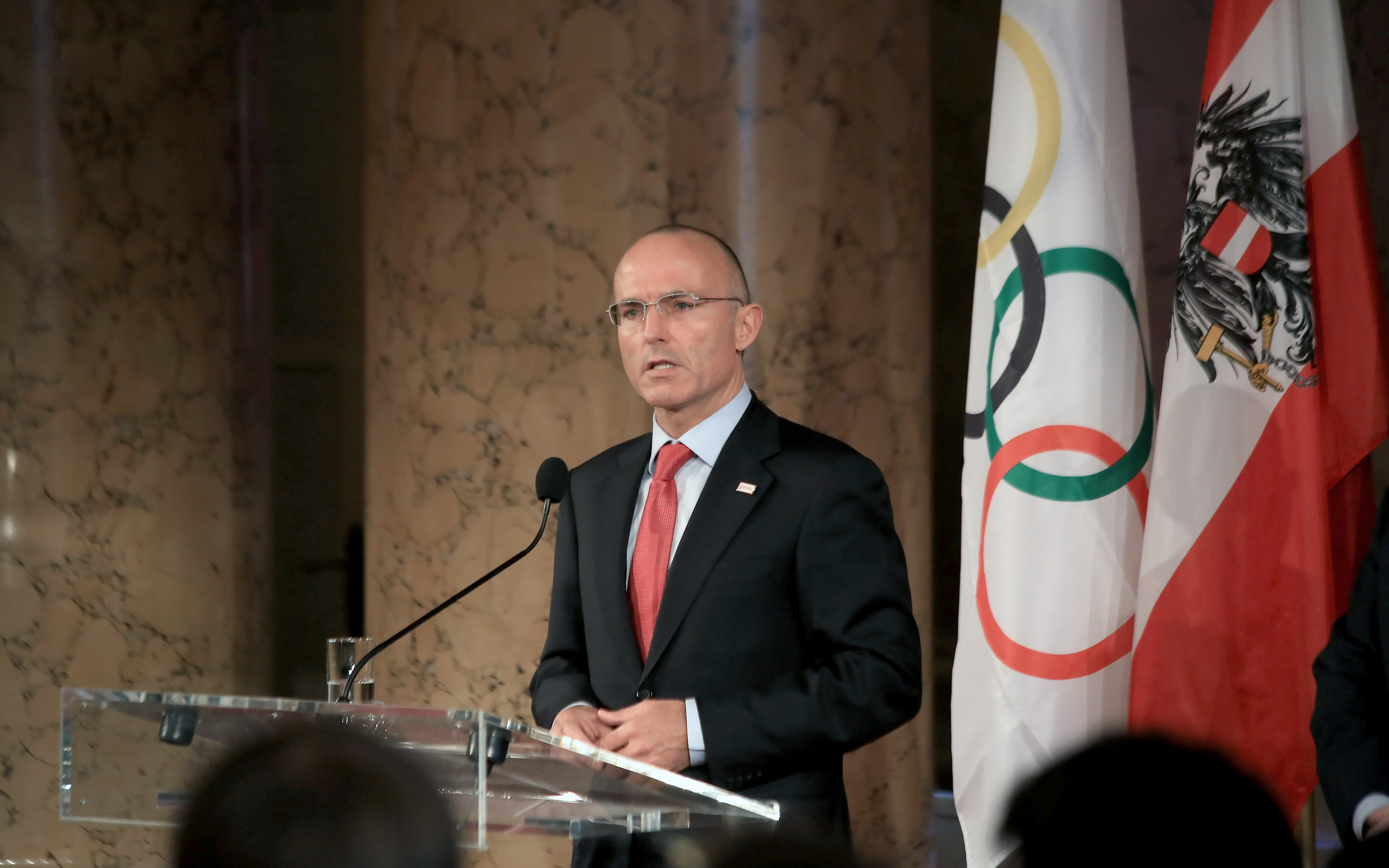
Gerald Klug (2014)

Gerald Rudolf Klug (* 13. November 1968 in Graz) ist ein österreichischer Politiker (SPÖ) und Gewerkschaftsfunktionär. Er war von 2005 bis 2013 Mitglied des Österreichischen Bundesrates, ab 2008 Klubvorsitzender-Stellvertreter der Sozialdemokratischen Parlamentsfraktion und seit 11. März 2013 Mitglied der österreichischen Bundesregierung. Zunächst als Verteidigungs- und Sportminister tätig, wechselte Klug am 26. Jänner 2016 ins Infrastruktur- und Verkehrsministerium, welches er bis 18. Mai 2016 führte.

## Ausbildung und Beruf
Klug besuchte zwischen 1975 und 1979 die Volksschule in Stainz und setzte seine Schulbildung zwischen 1979 und 1983 an der örtlichen Hauptschule fort. Er wechselte danach 1983 an die Höhere Technische Lehranstalt Graz-Gösting, brach jedoch 1984 seinen Schulbesuch ab und begann eine Lehre als Dreher, wobei er zwischen 1984 und 1987 die Berufsschule absolvierte. Zwischen 1987 und 1988 leistete er den Präsenzdienst ab.
Nach seinem Lehrabschluss arbeitete er zwischen 1987 und 1990 in seinem erlernten Beruf bei der Firma Siemens SGP, Verkehrstechnik. Daneben bildete er sich 1989 an der Otto-Möbes-Akademie in Graz weiter und absolvierte zwischen 1989 und 1990 die Sozialakademie der Kammer für Arbeiter und Angestellte in Mödling. Er studierte neben seinem Beruf ab 1992 Rechtswissenschaften an der Karl-Franzens-Universität Graz. 2001 schloss er sein Studium mit dem akademischen Grad Mag. iur. ab.

## Politik und Funktionen

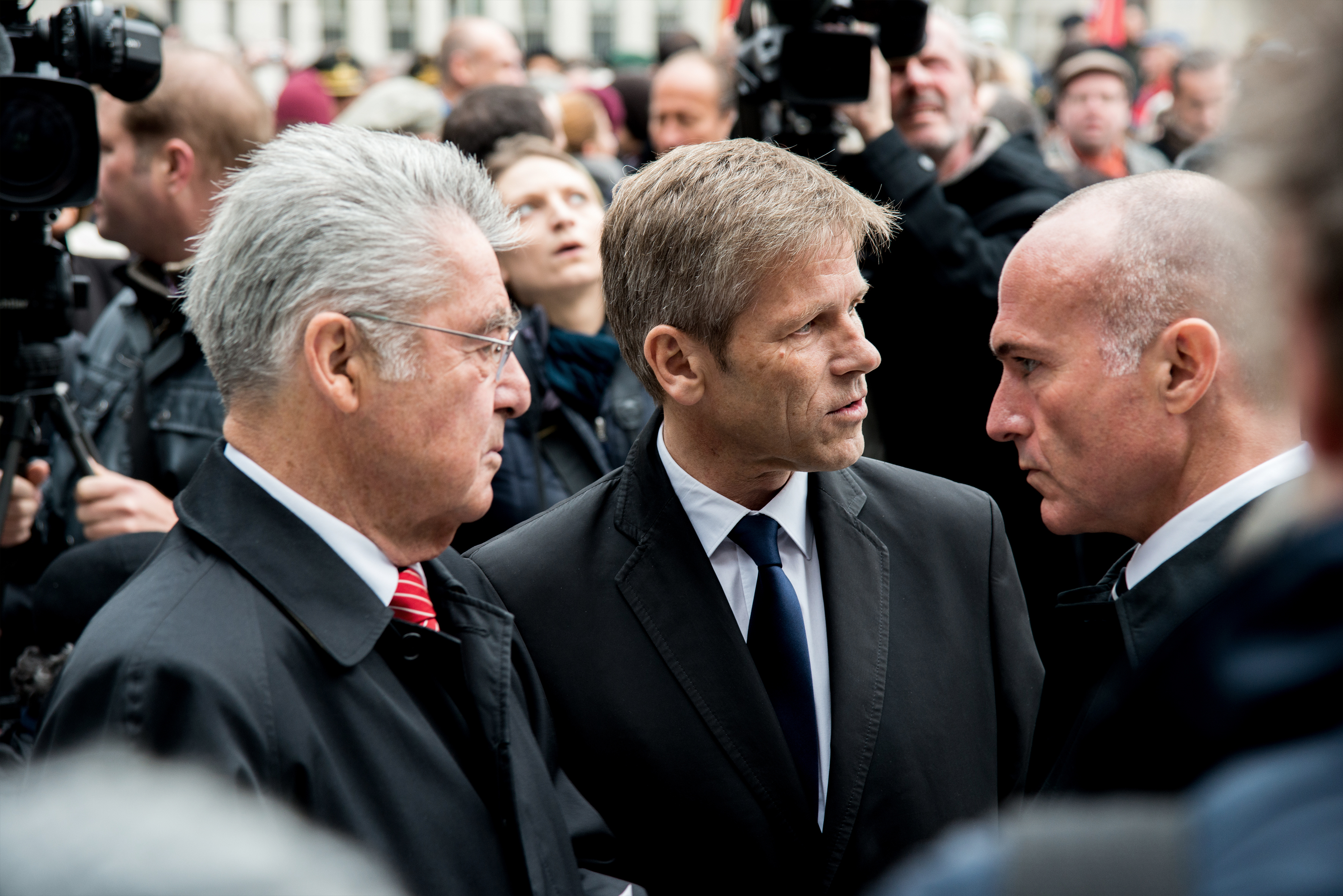
Mit Bundespräsident Fischer und Kulturminister Ostermayer bei der Eröffnung des Denkmals für die Verfolgten der NS-Militärjustiz am Ballhausplatz, 2014

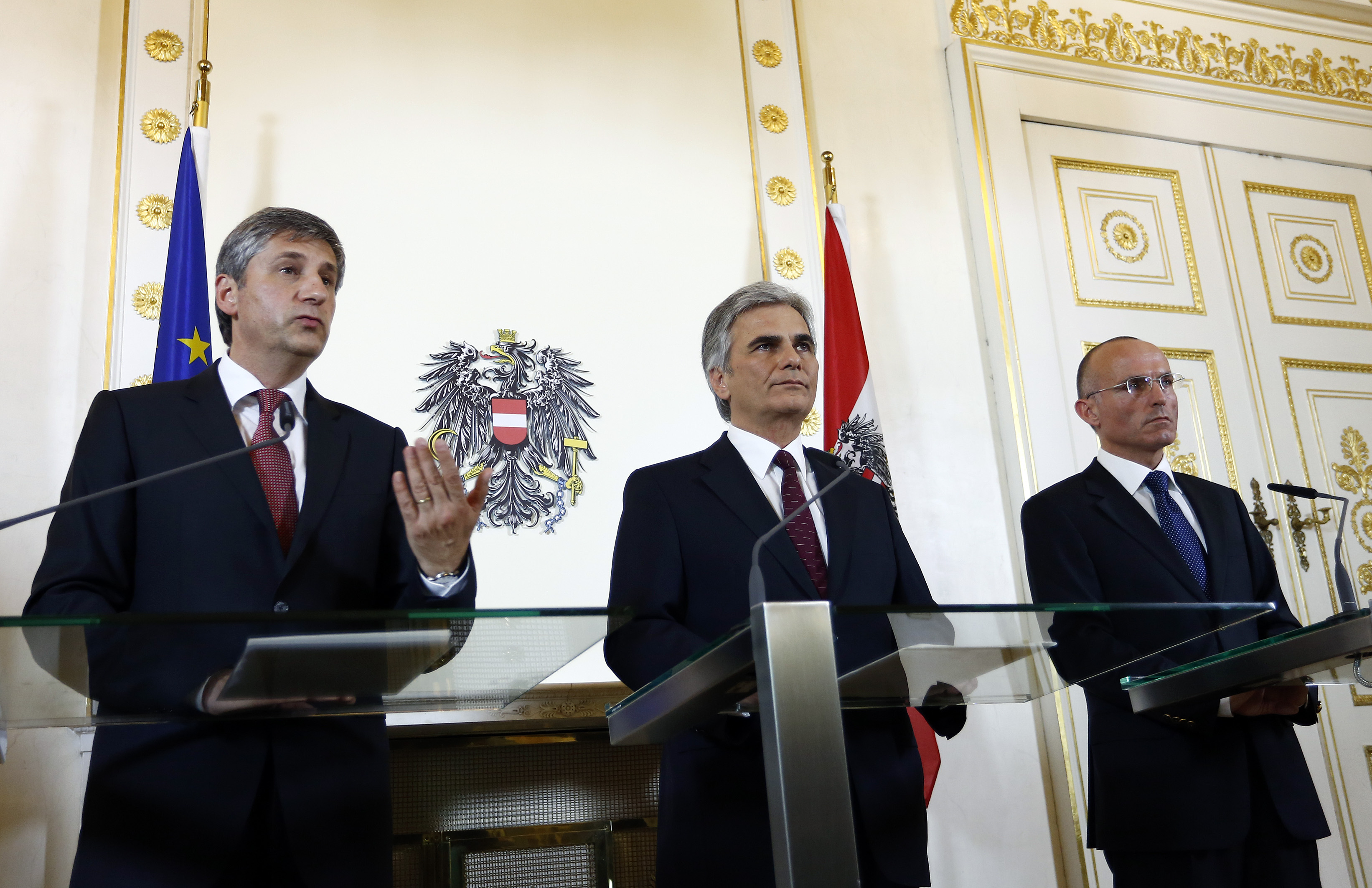
Mit Außenminister Spindelegger und Bundeskanzler Faymann, 2013

Klug ist seit 1990 Mitglied der Gewerkschaft PRO-GE und seit 2005 Kammerrat der Kammer für Arbeiter und Angestellte für Steiermark. Er wirkte zwischen 2000 und 2005 als Vorstandsmitglied der Kammer für Arbeiter und Angestellte für Steiermark und ist Ersatzmitglied der Hauptversammlung der Bundesarbeiterkammer für Arbeiter und Angestellte. Zudem war er von 2003 bis 2005 Mitglied des Landesdirektoriums des Arbeitsmarktservice Steiermark und ist seit 2004 als Ersatzmitglied der Generalversammlung der Gebietskrankenkasse Steiermark aktiv. Er engagiert sich zudem seit 2000 als Laienrichter am Oberlandesgericht Graz und war von 2001 bis 2011 Mitglied des Unabhängigen Finanzsenats der Finanzlandesdirektion Graz.
Seit dem 25. Oktober 2005 vertritt Klug die SPÖ bzw. das Bundesland Steiermark im Bundesrat und übernahm am 27. Oktober 2008 die Funktion des Klubvorsitzenden-Stellvertreter der Sozialdemokratischen Parlamentsfraktion (Klub der sozialdemokratischen Abgeordneten zum Nationalrat, Bundesrat und Europäischen Parlament). Vom 30. November 2010 bis 2013 war er Vorsitzender der Bundesratsfraktion der SPÖ. Innerparteilich wirkt er als Mitglied des Bundesparteivorstandes der SPÖ.
Am 5. März 2013 wurde bekanntgegeben, dass Klug Bundesminister für Landesverteidigung und Sport in der Bundesregierung Faymann I wird. Angelobt hat ihn Bundespräsident Heinz Fischer am 11. März 2013. Er löste Norbert Darabos ab, der Bundesgeschäftsführer der SPÖ wurde, um den Wahlkampf der Partei zur Nationalratswahl in Österreich 2013 zu leiten.
Das von Klug im Februar 2014 verwendete Wort situationselastisch über das mögliche Fernbleiben oder Erscheinen von Kanzler und Vizekanzler bei künftigen Pressefoyers nach dem Ministerrat wurde zum  österreichischen Wort des Jahres 2014 gewählt.
Von 26. Jänner 2016 bis 18. Mai 2016 war er Bundesminister für Verkehr, Innovation und Technologie. Von 19. Mai 2016 bis zum 8. November 2017 war er Abgeordneter zum Nationalrat.
Seit 1. Dezember 2017 ist Klug Prokurist bei der Graz-Köflacher Bahn und Busbetrieb GmbH, von Ministerin Leonore Gewessler wurde er neben Franz Weintögl zum zweiten Geschäftsführer für den Bereich Infrastruktur ab dem 1. Dezember 2022 bestellt.

## Privates
Am 16. Oktober 2014 wurden Klug und seine Freundin Sandra Hrnjak, eine Journalistin und ehemalige Lebensgefährtin des Schönheitschirurgen Artur Worseg, Eltern einer Tochter.

## Auszeichnungen
- 2019: Großes Goldenes Ehrenzeichen des Landes Steiermark mit dem Stern[11]